# Nembrotha kubaryana
Espèce
Synonymes
- Nembrotha nigerrima[1],[2] Bergh, 1877

Nembrotha kubaryana est une espèce de limaces de mer, un nudibranche de la famille des Polyceridae.

## Description

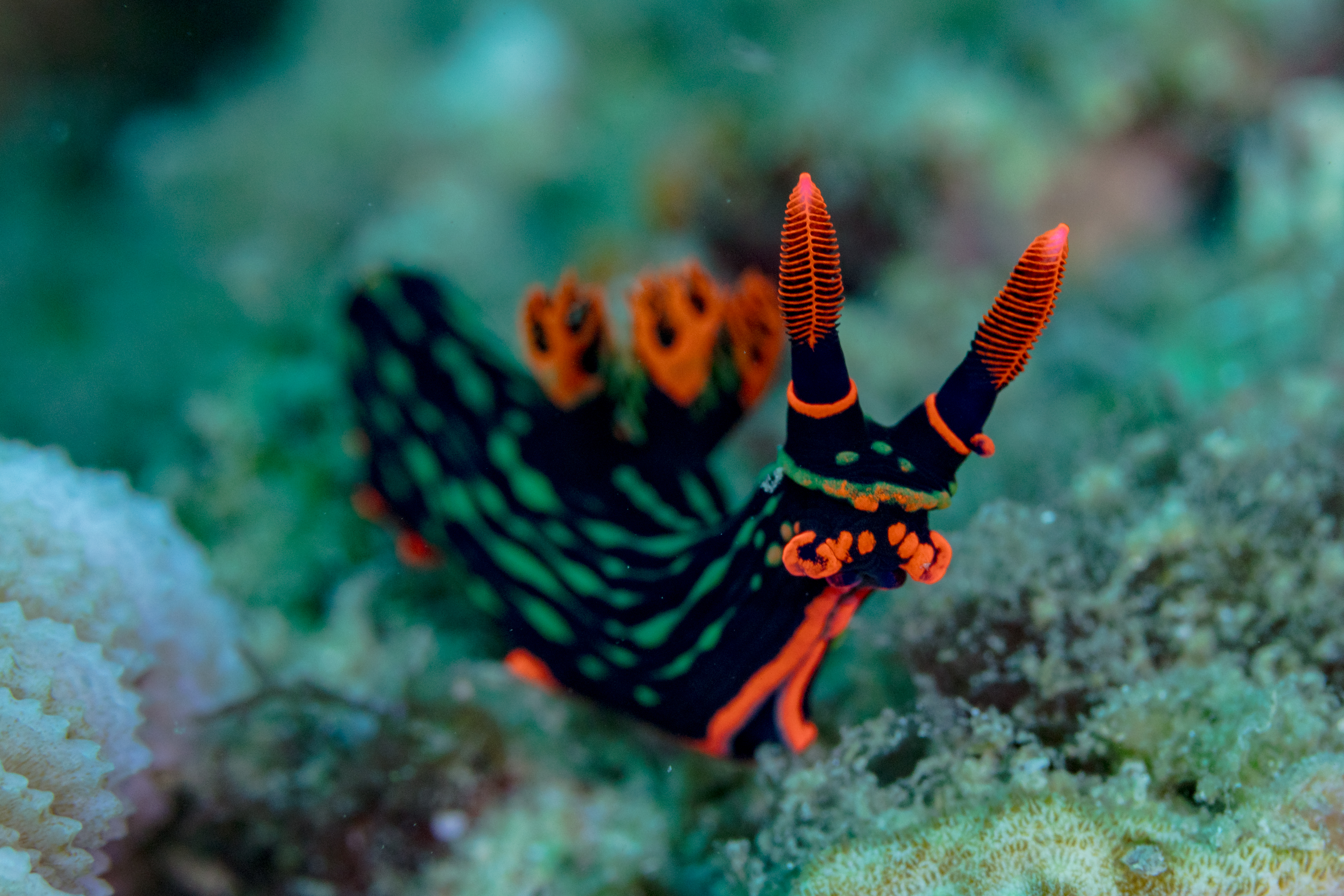
Nembrotha kubaryana (Anilao, Philippines)

Elle peut atteindre une longueur de plus de 12 cm. De couleur noire, elle porte des rayures vertes sur toute la longueur du corps ou des excroissances vertes. Le bord du pied et de la tête est rouge vif orangé. Les rhinophores et les branchies non rétractiles situées sur son dos peuvent être rouges ou vertes. Elle est facilement confondue avec une espèce similaire, Nembrotha cristata mais cette dernière n'a pas de bordure rouge orange sur le pied.

## Écologie
Elle se nourrit de différentes espèces d'ascidies dont l'ascidie Sigillina signifera. Elle utilise les toxines des ascidies pour se défendre contre les prédateurs en s'entourant d'un mucus toxique en cas d'attaque.

## Répartition
On la trouve dans les eaux tropicales des océans Indien et Pacifique à des profondeurs comprises entre 3 et 50 m.